# Золотокіс
Золотокіс (Cossypha) — рід горобцеподібних птахів родини мухоловкових (Muscicapidae). Представники цього роду мешкають в Африці на південь від Сахари. Раніше представників цього роду відносили до родини дроздових (Turdidae).

## Види
Виділяють вісім видів:
- Золотокіс синьоплечий (Cossypha cyanocampter)
- Золотокіс рудочеревий (Cossypha semirufa)
- Золотокіс білобровий (Cossypha heuglini)
- Золотокіс рудоголовий (Cossypha natalensis)
- Золотокіс рудогузий (Cossypha dichroa)
- Золотокіс ангольський (Cossypha heinrichi)
- Золотокіс сіроголовий (Cossypha niveicapilla)
- Золотокіс білоголовий (Cossypha albicapillus)

## Етимологія
Наукова назва роду Cossypha походить від дав.-гр. κοσσυφος — дрізд.